# مارين ادي
مارين ادي (بالألمانية: Maren Ade) (و. 1976  م) هي مخرجة أفلام، وكاتبة سيناريو، ومنتجة أفلام، من ألمانيا، ولدت في كارلسروه.

## التعليم
تعلمت في جامعة التلفاز والأفلام في ميونخ ‏ (1998–2004).

## جوائز
حصلت على جوائز منها:
- جائزة الفيلم الأوروبي لأفضل فيلم [الإنجليزية]‏ (2016)
- جائزة برلين للفنون [الإنجليزية]‏ (2014).

## وصلات خارجية
- مارين ادي على موقع IMDb (الإنجليزية)
- مارين ادي على موقع مونزينجر (الألمانية)
- مارين ادي على موقع قاعدة بيانات الأفلام العربية
- مارين ادي على موقع ألو سيني (الفرنسية)
- مارين ادي على موقع أول موفي (الإنجليزية)
- مارين ادي على موقع قاعدة بيانات الأفلام السويدية (السويدية)
- مارين ادي على موقع قاعدة بيانات الفيلم (الإنجليزية)
- مارين ادي على موقع كينوبويسك (الروسية)